# Simaninggir (Ranto Baek)
Simaninggir is een bestuurslaag in het regentschap Mandailing Natal van de provincie Noord-Sumatra, Indonesië. Simaninggir telt 271 inwoners (volkstelling 2010).